# Basmala

Basmala w formie kaligrafii

Basmala (arab. ‏بسملة‎) – formuła „w imię Boga miłosiernego litościwego” (‏بِسْمِ ٱللّٰهِ ٱلرَّحْمَٰنِ ٱلرَّحِيم‎, Bi-ismi Allāhi Ar-Raḥmāni Ar-Raḥīm) rozpoczynająca prawie każdą surę Koranu, którą praktykujący muzułmanin rozpoczyna każdą ważniejszą czynność i która świadczy o przynależności do ummy.
Umieszczenie basmali na początku każdej z sur jest przyczyną sporu interpretacyjnego między sunnitami i szyitami. Sunnici uważają, iż basmala na początku sury to jedynie wprowadzenie, a nie część całości (jako że wypowiedział ją w ten sposób jako pierwszy prorok Mahomet), natomiast szyici interpretują ją jako nieodłączną część każdej z sur.
Zwrot ten powinien być wypowiadany przed każdym posiłkiem, podróżą, początkiem wykonywania pracy itp. W pewnym sensie jest także odpowiednikiem znaku krzyża, wykonywanego przez chrześcijan. Basmala jest niekiedy umieszczana na początku wydawanych w krajach islamskich książek. Stosuje się ją także jako jeden z głównych elementów w kaligrafii arabskiej i ornamentyki, głównie w budowlach sakralnych.
Według tradycji islamskiej basmalę miał wyrysowaną na skrzydłach archanioł Gabriel (Dżibril), a także prorok Isa (czyli znany chrześcijaństwu Jezus Chrystus) na swoim języku.
Basmala jest reprezentowana również w unikodzie, gdzie ma własny znak (ligaturę) ‏﷽‎ (nr U+FDFD).

## Kodowanie
| Znak                   | ﷽                                             | ﷽                                             |
| ---------------------- | --------------------------------------------- | --------------------------------------------- |
| Nazwa w Unikodzie      | Arabic Ligature Bismillah Ar-Rahman Ar-Raheem | Arabic Ligature Bismillah Ar-Rahman Ar-Raheem |
| Kodowanie              | dziesiątkowo                                  | szesnastkowo                                  |
| Unicode                | 65021                                         | U+FDFD                                        |
| UTF-8                  | 239 183 189                                   | ef b7 bd                                      |
| Odwołania znakowe SGML | &#65021;                                      | &#xFDFD;                                      |